# コートレジデントタワー
コートレジデントタワー（Court Resident Tower）は、東京都文京区後楽に所在する超高層マンション。

## 概要

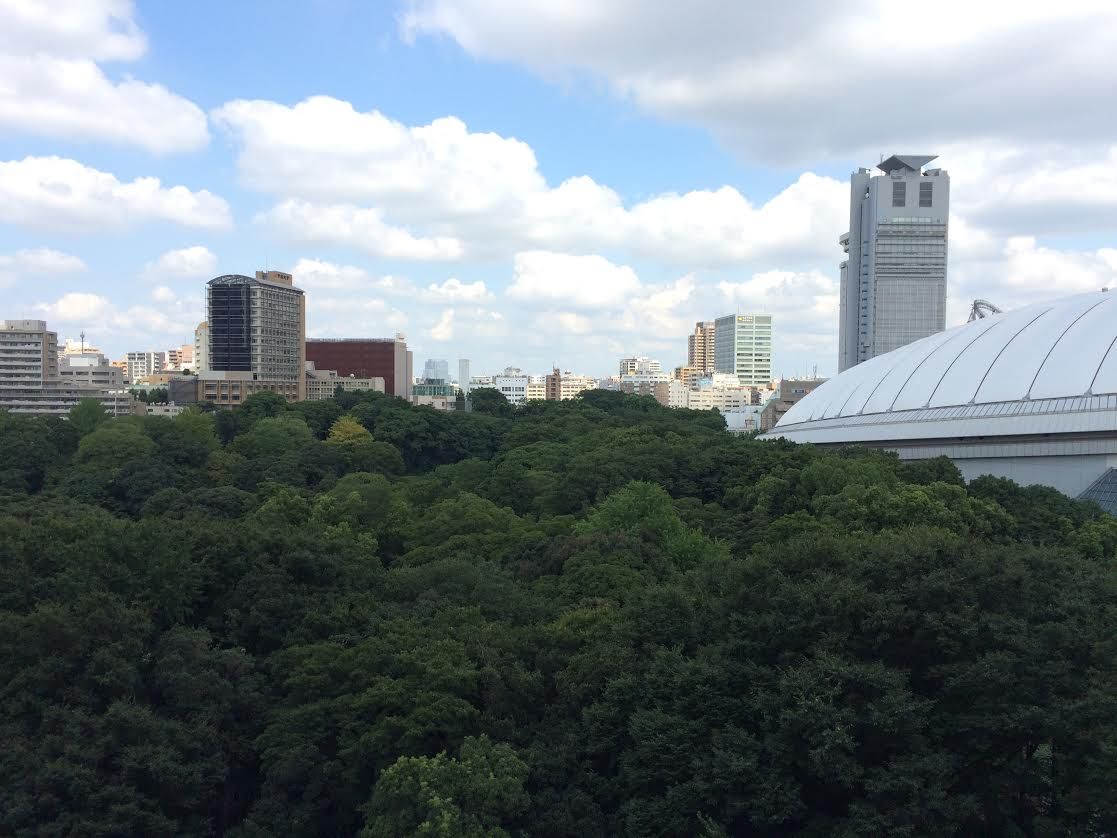
コートレジデントタワーから見た北側方面の情景

財務省から土地を入札し、地上21階建のマンションが建設された。ホワイトとグレーを基調にしたデザインとなっている。部屋の間取りは1LDK～3LDK。物件北側に小石川後楽園が、東側には東京ドーム、ラクーア、後楽園ホールなどの施設がある。トヨタ東京ビルが西側に所在する。2010年に近隣の後楽森ビルやトヨタ東京本社ビルと共に整備管理している後楽緑道が「第9回 文の京 都市景観賞 景観創造賞」を受賞した

## アクセス
- JR中央・総武線、都営地下鉄三田線 「水道橋駅」　徒歩4分
- JR中央・総武線、都営地下鉄大江戸線、有楽町線､東西線、南北線 「飯田橋駅」　徒歩6分
- 丸ノ内線、南北線　「後楽園駅」　徒歩7分
- 都営地下鉄新宿線、半蔵門線 「九段下駅」　徒歩12分[3]